# 基思号护航驱逐舰
基思号护航驱逐舰（英語：USS Keith，舷号：DE-241），是美国海军于第二次世界大战期间建造的一艘埃德索尔级护航驱逐舰，其舰名取自在阿留申群岛战役中阵亡的空军勋章获得者小埃利斯·贾德森·基思（Ellis Judson Keith, Jr.）。
该舰由基思的母亲冠名，于1942年8月4日在德克萨斯州休斯敦布朗造船公司铺设龙骨，随后于12月21日下水。1943年7月19日，基思号正式服役，交由德雷顿·科克伦（Drayton Cochran）上尉指挥。

## 设计与装备
埃德索尔级护航驱逐舰的设计与巴克利级护航驱逐舰类似，均采用长船体并建有较高的舰桥。该级护航驱逐舰配备3英寸（76毫米）50倍径单装主炮，后续曾计划更换为5英寸（127毫米）38倍径主炮，但最终没有实际执行。该级护航驱逐舰由4台费尔班克斯-莫尔斯38D8-1/8-10内燃机提供动力，总功率最高可达6000匹马力，最高航速21节。其燃料舱可携带312吨重油，在12节航速下航程可达11000海里。此外，该级舰船还配备有较完善的侦查搜索系统，包括SL或SU水面雷达、SA对空雷达、QC声呐系统以及用于监听潜艇无线电的HF/DF天线。

## 服役历史
在百慕大完成试航调整后，基思号驶往弗吉尼亚州诺福克修整，随后于1943年9月14日开始其首次跨大西洋护航任务，此后直至次年2月22日，她共护送3批船团前往直布罗陀。之后，基思号参加了一系列船员训练及反潜演习，最终于3月15日被调至围绕的黎波里号护航航空母舰组建的猎潜大队，跟随其在西大西洋搜寻敌军潜艇。
7月，基思号加入科尔号护航航空母舰所在猎潜大队。8月30日，舰队发现了一艘敌军潜艇，基思号随即展开搜寻并发起了2轮刺猬炮攻击，但最终未能取得战果。1945年4月23日，猎潜大队再次发现一艘半潜状态的潜艇，但它很快下潜避开了追踪。次日，队内的一艘护航驱逐舰弗雷德里克·C·戴维斯号遭遇鱼雷攻击沉没，基思号与其他护航船只迅速赶往事发海域搜寻发动攻击的U-546号潜艇并对其展开了长达12小时的追击，最终成功将其逼出水面并击沉。行动期间，基思号投下了1轮深水炸弹，其舰炮也2度命中潜艇，她最终还救起了4名德军艇员。
1945年7月中旬，基思号由关塔那摩湾出发前往太平洋，日本投降后，她被派往塞班岛执行护航及清理任务。8月31日，基思号作为搜救舰驻留硫磺岛与日本本岛间的海域，最终于12月31日结束任务前往上海。1946年4月10日，基思号结束护航和巡逻任务开启返航之旅，她先后途径珍珠港和巴拿马运河，最终于5月15日抵达南卡罗来纳州查尔斯顿。
1946年9月20日，基思号在佛罗里达州格林科夫斯普林斯退役并加入美国海军预备舰队。1972年11月1日，基思号自美国海军除籍，随后于1974年1月18日被出售拆解。

## 荣誉
基思号服役期间所获荣誉如下：
|  |             |  |
|  | Bronze star |  |

| 中国服役奖章 |                                        |                        |
| 美国战役奖章 | 欧洲-非洲-中东战役奖章 （1枚战斗之星） | 第二次世界大战胜利奖章 |

## 历任舰长
| 姓名       | 译名                   | 军衔             | 所属军种       | 任职时间                    |
| ---------- | ---------------------- | ---------------- | -------------- | --------------------------- |
|            | 德雷顿·科克伦          | 上尉（升任少校） | 美国海军预备役 | 1943年7月19日               |
|            | 杰克·路易斯·里恩       | 上尉（升任少校） | 美国海军预备役 | 1943年12月12日              |
|            | W·W·帕特里克           | 上尉             | 美国海军预备役 | 1944年12月15日              |
|            | 小爱德华·科比特·海恩斯 | 少校             | 美国海军       | 1945年12月5日-1946年9月20日 |
| 参考文献： |                        |                  |                |                             |